# A hivatali idejük alatt elhunyt állam- és kormányfők listája
A hivatali idejük alatt elhunyt állam- és kormányfők listája. Az örökletes tisztségviselők (királyok, királynők, császárok, emírek és hasonlók) és olyan tisztségviselők, ahol a szokásos hivatali idő az élethosszig tart (pl. pápák) nem tartoznak ide, mert a hivatali mandátumuk csak a halálukkal (esetleg lemondásukkal) ér véget.
Az ilyen halálesetek leggyakrabban természetes okokból származnak, de előfordulnak merényletek, kivégzések, öngyilkosságok, balesetek, sőt harci halálesetek is.
A lista időrendi sorrendben van. Először a név szerepel, ezt követi a halál éve, az ország, a halál időpontjában betöltött hivatal (titulus) megnevezése, a haláleset helye és oka (amennyiben ismert).

## 1850 előtt
| Név                      | Év   | Ország                    | Titulus                | Halál helye    | Halál oka                              |
| ------------------------ | ---- | ------------------------- | ---------------------- | -------------- | -------------------------------------- |
| Thomas Burgh             | 1597 | Ír Királyság              | Írország helyettes ura | Newry          | Betegség – malária vagy esetleg tífusz |
| Henry Ireton             | 1651 | Ír Királyság              | Írország helyettes ura | Limerick       | Betegség – bubópestis                  |
| Henry Capell             | 1696 | Ír Királyság              | Írország helyettes ura | Chapelizod     | Betegség                               |
| Spencer Compton          | 1743 | Nagy-Britannia            | Miniszterelnök         | Middlesex      | Betegség                               |
| Henry Pelham             | 1754 | Nagy-Britannia            | Miniszterelnök         | Middlesex      | Betegség – bőrfertőzés                 |
| Charles Watson-Wentworth | 1782 | Nagy-Britannia            | Miniszterelnök         | Surrey         | Betegség – influenza                   |
| Charles Manners          | 1787 | Ír Királyság              | Írország alkirálya     | Dublin         | Betegség – májbetegség                 |
| William Pitt             | 1806 | Nagy-Britannia            | Miniszterelnök         | Surrey         | Betegség                               |
| Spencer Perceval         | 1812 | Nagy-Britannia            | Miniszterelnök         | Middlesex      | Merénylet – lőtt seb                   |
| George Canning           | 1827 | Nagy-Britannia            | Miniszterelnök         | Middlesex      | Betegség                               |
| José Tomás Ovalle        | 1831 | Chile                     | Megbízott elnök        | Santiago       | Betegség – gümőkór                     |
| Ioannis Kapodistrias     | 1831 | Első Hellén Köztársaság   | Kormányzó              | Nafplion       | Merénylet – lőtt és szúrt seb          |
| Casimir Pierre Perier    | 1832 | Franciaország             | Miniszterelnök         | Párizs         | Betegség – kolera                      |
| William Henry Harrison   | 1841 | Amerikai Egyesült Államok | Elnök                  | Washington     | Betegség – hastífusz                   |
| Philippe Guerrier        | 1845 | Haiti                     | Elnök                  | Saint-Marc     | Merénylet – lőtt és szúrt seb          |
| Jean-Baptiste Riché      | 1847 | Haiti                     | Elnök                  | Port-au-Prince | Betegség vagy esetleges mérgezés       |

## 1850–1899
| Név                             | Év   | Ország                    | Titulus                        | Halál helye              | Halál oka                                   |
| ------------------------------- | ---- | ------------------------- | ------------------------------ | ------------------------ | ------------------------------------------- |
| Zachary Taylor                  | 1850 | Amerikai Egyesült Államok | Elnök                          | Washington, D.C.         | Betegség – gyomorbetegség                   |
| Felix zu Schwarzenberg          | 1852 | Ausztria                  | Miniszterelnök                 | Bécs                     | Stroke                                      |
| Josef Munzinger                 | 1855 | Svájc                     | Svájci Szövetségi Tanács tagja |                          |                                             |
| Henri Druey                     | 1855 | Svájc                     | Svájci Szövetségi Tanács tagja |                          |                                             |
| Stefano Franscini               | 1857 | Svájc                     | Svájci Szövetségi Tanács tagja | Bern                     |                                             |
| Carl Edvard Rotwitt             | 1860 | Dánia                     | Miniszterelnök                 | Koppenhága               |                                             |
| Camillo Benso di Cavour         | 1861 | Olasz Királyság           | Miniszterelnök                 | Torino                   | Betegség – malária                          |
| Jonas Furrer                    | 1861 | Svájc                     | Svájci Szövetségi Tanács tagja | Bad Ragaz                | Betegség – vesebetegség                     |
| José Santos Guardiola           | 1862 | Honduras                  | Elnök                          | Comayagua                | Merénylet – lőtt seb                        |
| Barbu Catargiu                  | 1862 | Románia                   | Miniszterelnök                 | Bukarest                 | Merénylet – lőtt seb                        |
| Carlos Antonio López            | 1862 | Paraguay                  | Elnök                          | Asunción                 |                                             |
| Abraham Lincoln                 | 1865 | Amerikai Egyesült Államok | Elnök                          | Washington, D.C.         | Merénylet – lőtt seb                        |
| Henry John Temple               | 1865 | Nagy-Britannia            | Miniszterelnök                 | Hertfordshire            | Betegség                                    |
| Marcos Paz                      | 1868 | Argentína                 | Ideiglenes Elnök               | Buenos Aires             | Betegség – kolera                           |
| Victor Ruffy                    | 1869 | Svájc                     | Svájci Szövetségi Tanács tagja |                          |                                             |
| Francisco Solano López          | 1870 | Paraguay                  | Elnök                          | Paraguay Cerro Corá-domb | Elesett a Cerro Corá-dombi csatában         |
| Johan Rudolph Thorbecke         | 1872 | Hollandia                 | Miniszterelnök                 | Hága                     | Betegség                                    |
| Richard Bourke                  | 1872 | Brit India                | India főkormányzója            | Port Blair               | Merénylet — késszúrás                       |
| Benito Juárez                   | 1872 | Mexikó                    | Elnök                          | Mexikóváros              | Szívinfarktus                               |
| Adolfo Ballivián                | 1874 | Bolívia                   | Elnök                          | La Paz                   | Betegség — gyomorrák                        |
| Barthélémy de Theux de Meylandt | 1874 | Belgium                   | Miniszterelnök                 | Heusden-Zolder           |                                             |
| Gabriel García Moreno           | 1875 | Ecuador                   | Elnök                          | Quito                    | Merénylet — Lőtt és szúrt seb               |
| Juan Bautista Gill              | 1877 | Paraguay                  | Elnök                          | Villarrica               | Merénylet – lőtt seb                        |
| Konstantinos Kanaris            | 1877 | Görög Királyság           | Miniszterelnök                 | Athén                    |                                             |
| Francisco Linares Alcántara     | 1878 | Venezuela                 | Elnök                          | La Guaira                | Merénylet – mérgezés                        |
| Johann Jakob Scherer            | 1878 | Svájc                     | Svájci Szövetségi Tanács tagja |                          | Betegség – vakbélgyulladás                  |
| Cándido Bareiro                 | 1880 | Paraguay                  | Elnök                          | Asunción                 | Storke                                      |
| James A. Garfield               | 1881 | Amerikai Egyesült Államok | Elnök                          | New Jersey               | Merénylet – lőtt seb és orvosi félrekezelés |
| Tomás Guardia Gutiérrez         | 1882 | Costa Rica                | Elnök                          | Alajuela                 | Betegség – gümőkór                          |
| Francisco Javier Zaldúa         | 1885 | Kolumbia                  | Elnök                          | Bogotá                   |                                             |
| Próspero Fernández Oreamuno     | 1885 | Costa Rica                | Elnök                          | Atenas                   |                                             |
| Agostino Depretis               | 1887 | Olasz Királyság           | Miniszterelnök                 | Stradella                | Betegség – köszvény                         |
| Wilhelm Hertenstein             | 1888 | Svájc                     | Svájci Szövetségi Tanács tagja |                          | Betegség                                    |
| John A. Macdonald               | 1891 | Kanada                    | Miniszterelnök                 | Ottawa                   | Storke                                      |
| John Ballance                   | 1893 | Új-Zéland                 | Miniszterelnök                 | Wellington               | Orvosi műtét utáni bélgyulladás             |
| Louis Ruchonnet                 | 1893 | Svájc                     |                                | Bern                     | Szívinfarktus                               |
| Remigio Morales Bermúdez        | 1894 | Peru                      | Elnök                          | Lima                     | Betegség – vakbélgyulladás                  |
| Marie François Sadi Carnot      | 1894 | Franciaország             | Elnök                          | Lyon                     | Merénylet – szúrt seb                       |
| John Sparrow David Thompson     | 1894 | Kanada                    | Miniszterelnök                 | Berkshire                | Szívinfarktus                               |
| Karl Schenk                     | 1895 | Svájc                     | Svájci Szövetségi Tanács tagja | Bern                     | Baleset – lovaskocsi-gázolás                |
| Joseph James Cheeseman          | 1896 | Libéria                   | Elnök                          | Monrovia                 |                                             |
| Florvil Hyppolite               | 1896 | Haiti                     | Elnök                          | Port-au-Prince           | Betegség                                    |
| Antonio Cánovas del Castillo    | 1897 | Spanyolország             | Miniszterelnök                 | Mondragón                | Merénylet – lőtt seb                        |
| Juan Idiarte Borda              | 1897 | Uruguay                   | Elnök                          |                          | Merénylet – lőtt seb                        |
| José María Reina Barrios        | 1898 | Guatemala                 | Elnök                          | Guatemalaváros           | Merénylet – lőtt seb                        |
| Félix Faure                     | 1899 | Franciaország             | Elnök                          | Párizs                   | Stroke                                      |
| Ulises Heureaux                 | 1899 | Dominikai Köztársaság     | Elnök                          | Moca                     | Merénylet                                   |

## 1900–1949
| Név                                | Év   | Ország                          | Titulus                                                   | Halál helye          | Halál oka                                        |
| ---------------------------------- | ---- | ------------------------------- | --------------------------------------------------------- | -------------------- | ------------------------------------------------ |
| William McKinley                   | 1901 | Amerikai Egyesült Államok       | Elnök                                                     | Buffalo              | Merénylet – lőtt seb                             |
| Federico Errázuriz Echaurren       | 1901 | Chile                           | Elnök                                                     | Valparaíso           | Betegség – agyi trombózis                        |
| Ramon Riu i Cabanes                | 1901 | Andorra                         | Társherceg                                                |                      |                                                  |
| Walter Hauser                      | 1902 | Svájc                           | Svájci Szövetségi Tanács tagja                            |                      |                                                  |
| Manuel Candamo                     | 1904 | Peru                            | Elnök                                                     | Arequipa             | Szívinfarktus                                    |
| Theodoros Deligiannis              | 1905 | Görögország                     | Miniszterelnök                                            | Athén                | Merénylet – szúrt seb                            |
| Manuel Quintana                    | 1906 | Argentína                       | Elnök                                                     | Buenos Aires         | Betegség                                         |
| Richard Seddon                     | 1906 | Új-Zéland                       | Miniszterelnök                                            | tengeri úton         | Szívinfarktus                                    |
| Dimitar Petkov                     | 1907 | Bulgária                        | Miniszterelnök                                            | Szófia               | Merénylet – lőtt seb                             |
| Ali-Asghar Atabak                  | 1907 | Irán                            | Miniszterelnök                                            | Teherán              | Merénylet – lőtt seb                             |
| Jules de Trooz                     | 1907 | Belgium                         | Miniszterelnök                                            | Brüsszel             |                                                  |
| Afonso Pena                        | 1909 | Brazília                        | Elnök                                                     | Rio de Janeiro       |                                                  |
| Pedro Montt                        | 1910 | Chile                           | Elnök                                                     | Bréma                | Stroke                                           |
| Elías Fernández Albano             | 1910 | Chile                           | Megbízott Elnök                                           | Santiago             | Szívinfarktus                                    |
| Boutros Ghali                      | 1910 | Egyiptom                        | Miniszterelnök                                            | Kairó                | Merénylet – lőtt seb                             |
| Ernst Brenner                      | 1911 | Svájc                           | Svájci Szövetségi Tanács tagja                            |                      |                                                  |
| Pjotr Arkagyjevics Sztolipin       | 1911 | Oroszország                     | Miniszterelnök                                            | Kijev                | Merénylet – lőtt seb                             |
| Ramón Cáceres                      | 1911 | Dominikai Köztársaság           | Elnök                                                     | Santo Domingo        | Merénylet – lőtt seb                             |
| Emilio Estrada Carmona             | 1911 | Ecuador                         | Elnök                                                     | Guayaquil            | Szívinfarktus                                    |
| José Canalejas                     | 1912 | Spanyolország                   | Miniszterelnök                                            | Madrid               | Merénylet – lőtt seb                             |
| Cincinnatus Leconte                | 1912 | Haiti                           | Elnök                                                     | Haiti Port-au-Prince | Baleset – robbanás                               |
| Adolf Deucher                      | 1912 | Svájc                           | Svájci Szövetségi Tanács tagja                            | Bern                 |                                                  |
| Manuel Enrique Araujo              | 1913 | Salvador                        | Elnök                                                     | San Salvador         | Merénylet – szúrt seb                            |
| Tancrède Auguste                   | 1913 | Haiti                           | Elnök                                                     | Port-au-Prince       | Betegség                                         |
| Roque Sáenz Peña                   | 1914 | Argentína                       | Elnök                                                     | Buenos Aires         | Betegség                                         |
| Paul Eyschen                       | 1915 | Luxemburg                       | Miniszterelnök                                            | Luxembourg           |                                                  |
| Jüan Si-kaj                        | 1916 | Kína                            | Elnök                                                     | Peking               | Betegség– urémia                                 |
| Sidónio Pais                       | 1918 | Portugália                      | Elnök                                                     | Lisszabon            | Merénylet – lőtt seb                             |
| Francisco de Paula Rodrigues Alves | 1919 | Brazília                        | Elnök                                                     | Rio de Janeiro       | Betegség – Spanyolnátha fertőzés                 |
| Manuel Franco                      | 1919 | Paraguay                        | Elnök                                                     | Asunción             | Szívinfarktus                                    |
| Eduard Müller                      | 1919 | Svájc                           | Svájci Szövetségi Tanács tagja                            | Bern                 |                                                  |
| Jakov Mihajlovics Szverdlov        | 1919 | Szovjetunió                     | Az Össz-oroszországi Központi Végrehajtó Bizottság elnöke | Moszkva              | Betegség – Spanyolnátha fertőzés                 |
| Louis Botha                        | 1919 | Dél-Afrika                      | Miniszterelnök                                            | Pretoria             | Betegség – Spanyolnátha fertőzés                 |
| Venustiano Carranza                | 1920 | Mexikó                          | Elnök                                                     | Tlaxcalantongo       | Merénylet – lőtt seb, vagy öngyilkosság          |
| Hara Takashi                       | 1921 | Japán                           | Miniszterelnök                                            | Tokió                | Merénylet – lőtt seb                             |
| Giacomo De Martino                 | 1921 | Olasz Kirenaika                 | Olasz Kirenaika kormányzója                               | Bengázi              |                                                  |
| Arthur Griffith                    | 1922 | Írország                        | Dáil elnöke                                               | Dublin               | Agyvérzés                                        |
| Michael Collins                    | 1922 | Írország                        | Az Ideiglenes Kormány elnöke                              | Cork                 | Merénylet – lőtt seb                             |
| Gabriel Narutowicz                 | 1922 | Lengyelország                   | Elnök                                                     | Varsó                | Merénylet – lőtt seb                             |
| Warren G. Harding                  | 1923 | Amerikai Egyesült Államok       | Elnök                                                     | San Francisco        | Szívinfarktus                                    |
| Vlagyimir Iljics Lenin             | 1924 | Szovjetunió                     | A Népbiztosok Tanácsának elnöke                           | Gorki Leninszkije    | Stroke                                           |
| Friedrich Ebert                    | 1925 | Németország                     | Elnök                                                     | Berlin               | Betegség – szepszis                              |
| William Ferguson Massey            | 1925 | Új-Zéland                       | Miniszterelnök                                            | Wellington           | Betegség – rák                                   |
| Szun Jat-szen                      | 1925 | Kína                            | Elnök                                                     | Peking               | Betegség – epehólyagrák                          |
| Jón Magnússon                      | 1926 | Izland                          | Miniszterelnök                                            | Neskaupstaður        |                                                  |
| Katō Takaaki                       | 1926 | Japán                           | Miniszterelnök                                            | Tokió                | Betegség – tüdőgyulladás                         |
| Jānis Čakste                       | 1927 | Lettország                      | Elnök                                                     | Riga                 |                                                  |
| Peder Kolstad                      | 1932 | Norvégia                        | Miniszterelnök                                            | Oslo                 | Betegség                                         |
| Inukai Tsuyoshi                    | 1932 | Japán                           | Miniszterelnök                                            | Tokió                | Merénylet – lőtt seb                             |
| Paul Doumer                        | 1932 | Franciaország                   | Elnök                                                     | Párizs               | Merénylet – lőtt seb                             |
| Luis Miguel Sánchez Cerro          | 1933 | Peru                            | Elnök                                                     | Lima                 | Merénylet – lőtt seb                             |
| Ion G. Duca                        | 1933 | Románia                         | Miniszterelnök                                            | Prahova megye        | Merénylet – lőtt seb                             |
| Engelbert Dollfuß                  | 1934 | Ausztria                        | Kancellár                                                 | Bécs                 | Merénylet – lőtt seb                             |
| Paul von Hindenburg                | 1934 | Németország                     | Elnök                                                     | Ogrodzieniec         | Betegség – tüdőrák                               |
| Juan Vicente Gómez                 | 1935 | Venezuela                       | Elnök                                                     | Maracay              |                                                  |
| Józef Piłsudski                    | 1935 | Lengyelország                   | Elnök                                                     | Varsó                | Betegség – májtumor                              |
| Konstantinos Demertzis             | 1936 | Görögország                     | Miniszterelnök                                            | Athén                | Szívinfarktus                                    |
| Gömbös Gyula                       | 1936 | Magyarország                    | Miniszterelnök                                            | München              | Betegség – krónikus veseelégtelenség             |
| Panas Lyubchenko                   | 1937 | Ukrajna                         | Ukrajna Miniszterelnöke                                   | Moszkva              | Öngyilkosság                                     |
| Kemal Atatürk                      | 1938 | Törökország                     | Elnök                                                     | Isztambul            | Betegség – májcirrózis                           |
| Joseph Lyons                       | 1939 | Ausztrália                      | Miniszterelnök                                            | Sydney               | szívinfarktus                                    |
| Miron Cristea                      | 1939 | Románia                         | Miniszterelnök                                            | Cannes               | Betegség– tüdőgyulladás                          |
| Aurelio Mosquera                   | 1939 | Ecuador                         | Elnök                                                     | Quito                |                                                  |
| Armand Călinescu                   | 1939 | Románia                         | Miniszterelnök                                            | Bukarest             | Merénylet – lőtt seb                             |
| Justí Guitart i Vilardebó          | 1940 | Andorra                         | Andorra társhercege                                       | Barcelona            |                                                  |
| Giuseppe Motta                     | 1940 | Svájc                           | Svájci Szövetségi Tanács tagja                            |                      |                                                  |
| John Buchan                        | 1940 | Kanada                          | Kanada főkormányzója                                      | Montréal             | Stroke után bekövetkezett fejsérülés             |
| Michael Joseph Savage              | 1940 | Új-Zéland                       | Miniszterelnök                                            | Wellington           | Betegség – vastagbélrák                          |
| Kyösti Kallio                      | 1940 | Finnország                      | Elnök                                                     | Helsinki             |                                                  |
| Italo Balbo                        | 1940 | Olasz Líbia                     | Főkormányzó                                               | Tobruk               | Baráti tűzben, tévedésből lelőtték a repülőgépét |
| Jacinto Peynado                    | 1940 | Dominikai Köztársaság           | Elnök                                                     | Santo Domingo        |                                                  |
| José Félix Estigarribia            | 1940 | Paraguay                        | Elnök                                                     | Altos                | Baleset – lezuhant a repülőgépe                  |
| Hassan Sabry Pasha                 | 1940 | Egyiptom                        | Miniszterelnök                                            | Kairó                |                                                  |
| Pedro Aguirre Cerda                | 1941 | Chile                           | Elnök                                                     | Santiago             | Betegség – gümőkór                               |
| Ioannis Metaxas                    | 1941 | Görögország                     | Miniszterelnök                                            | Athén                | Betegség – toxaemia                              |
| Alexandros Koryzis                 | 1941 | Görögország                     | Miniszterelnök                                            | Athén                | Öngyilkosság                                     |
| Teleki Pál                         | 1941 | Magyarország                    | Miniszterelnök                                            | Budapest             | Öngyilkosság                                     |
| Thorvald Stauning                  | 1942 | Dánia                           | Miniszterelnök                                            | Koppenhága           |                                                  |
| Lin Sen                            | 1943 | Kínai Köztársaság               | A nemzeti kormány elnöke                                  | Csungking            | Stroke                                           |
| Władysław Sikorski                 | 1943 | Lengyelország                   | Miniszterelnök                                            | Gibraltár            | Baleset – a repülőgépe a tengerbe zuhant         |
| Manuel L. Quezon                   | 1944 | Fülöp-szigetek                  | Elnök                                                     | Saranac Lake         | Betegség – gümőkór                               |
| Vang Csing-vej                     | 1944 | Kínai Köztársaság               | A nemzeti kormány elnöke (Nankingban)                     | Nagoja               |                                                  |
| Ahmad Mahir Pasha                  | 1945 | Egyiptom                        | Miniszterelnök                                            | Kairó                | Merénylet – lőtt seb                             |
| John Curtin                        | 1945 | Ausztrália                      | Miniszterelnök                                            | Canberra             | Szívinfarktus                                    |
| Franklin D. Roosevelt              | 1945 | Amerikai Egyesült Államok       | Elnök                                                     | Warm Springs         | Agyvérzés                                        |
| Benito Mussolini                   | 1945 | Olaszország                     | Duce                                                      | Mezzegra             | Partizánok meggyilkolták                         |
| Adolf Hitler                       | 1945 | Németország                     | Führer (Kancellár)                                        | Berlin               | Öngyilkosság                                     |
| Joseph Goebbels                    | 1945 | Németország                     | Kancellár                                                 | Berlin               | Öngyilkosság                                     |
| Per Albin Hansson                  | 1946 | Svédország                      | Miniszterelnök                                            | Stockholm            | Szívinfarktus                                    |
| Juan Antonio Ríos                  | 1946 | Chile                           | Elnök                                                     | Santiago             | Betegség – rák                                   |
| Gualberto Villarroel               | 1946 | Bolívia                         | Elnök                                                     | La Paz               | Merénylet– lőtt seb                              |
| Nguyen Van Thinh                   | 1946 | Francia-Kokhinkinai Köztársaság | Az Ideiglenes Kormány elnöke                              | Ho Si Minh-város     | Öngyilkosság                                     |
| Aung San                           | 1947 | Burma                           | Miniszterelnök                                            | Rangun               | Merénylet                                        |
| Tomás Berreta                      | 1947 | Uruguay                         | Elnök                                                     | Montevideo           | Betegség – prosztatarák                          |
| Manuel Roxas                       | 1948 | Fülöp-szigetek                  | Elnök                                                     | Clark Légibázis      | Szívinfarktus                                    |
| Muhammad Ali Dzsinnah              | 1948 | Pakisztán                       | Főkormányzó                                               | Karacsi              | Betegség – gümőkór                               |
| Mahmoud an-Nukrashi Pasha          | 1948 | Egyiptom                        | Miniszterelnök                                            | Kairó                | Merénylet– lőtt seb                              |
| Georgi Dimitrov                    | 1949 | Bulgária                        | Miniszterelnök                                            | Barvikha             | Betegség                                         |
| Themistoklis Sophoulis             | 1949 | Görögország                     | Miniszterelnök                                            | Kifissia             |                                                  |
| Domingo Díaz Arosemena             | 1949 | Panama                          | Elnök                                                     | Panamaváros          | Szívinfarktus                                    |
| Husni al-Za'im                     | 1949 | Szíria                          | Elnök                                                     | Damaszkusz           | Kivégezték sortűz által                          |
| Muhsin al-Barazi                   | 1949 | Szíria                          | Miniszterelnök                                            | Damaszkusz           | Kivégezték sortűz által                          |

## 1950–1999
| Név                                    | Év   | Ország                           | Titulus                                                                                | Halál helye       | Halál oka                                                         |
| -------------------------------------- | ---- | -------------------------------- | -------------------------------------------------------------------------------------- | ----------------- | ----------------------------------------------------------------- |
| Vasil Kolarov                          | 1950 | Bulgária                         | Miniszterelnök                                                                         | Szófia            |                                                                   |
| Enrico Mizzi                           | 1950 | Málta                            | Miniszterelnök                                                                         | Valletta          |                                                                   |
| Víctor Manuel Román y Reyes            | 1950 | Nicaragua                        | Elnök                                                                                  | Philadelphia      | Szívinfarktus                                                     |
| Carlos Delgado Chalbaud                | 1950 | Venezuela                        | Elnök                                                                                  | Caracas           | Merénylet                                                         |
| Karl Renner                            | 1950 | Ausztria                         | Elnök                                                                                  | Bécs              | Storke                                                            |
| Óscar Carmona                          | 1951 | Portugália                       | Elnök                                                                                  | Lisszabon         |                                                                   |
| Rangsit Prayurasakdi                   | 1951 | Thaiföld                         | Kormányzó                                                                              | Bangkok           | Szívinfarktus                                                     |
| Haj Ali Razmara                        | 1951 | Irán                             | Miniszterelnök                                                                         | Teherán           | Merénylet – lőtt seb                                              |
| Liaquat Ali Khan                       | 1951 | Pakisztán                        | Miniszterelnök                                                                         | Rawalpindi        | Merénylet – lőtt seb                                              |
| D. S. Senanayake                       | 1952 | Ceylon                           | Miniszterelnök                                                                         | Colombo           | Baleset – leesett a lóról                                         |
| Khorloogiin Choibalsan                 | 1952 | Mongólia                         | Minisztertanács elnöke                                                                 | Moszkva           | Betegség – vesetumor                                              |
| Sveinn Björnsson                       | 1952 | Izland                           | Elnök                                                                                  | Reykjavík         | Betegség                                                          |
| Háim Weizmann                          | 1952 | Izrael                           | Elnök                                                                                  | Rehovot           | Betegség                                                          |
| Adriaan Alberga                        | 1952 | Suriname                         | Miniszterelnök                                                                         | Paramaribo        |                                                                   |
| Pierre Dupong                          | 1953 | Luxemburg                        | Miniszterelnök                                                                         | Luxembourg        |                                                                   |
| Joszif Sztálin                         | 1953 | Szovjetunió                      | A Szovjet Szocialista Köztársaságok Szövetsége Minisztertanácsának elnöke              | Moszkva           | Agyvérzés                                                         |
| Klement Gottwald                       | 1953 | Csehszlovákia                    | Elnök                                                                                  | Prága             | Szívinfarktus                                                     |
| Gonchigiin Bumtsend                    | 1953 | Mongólia                         | Elnök                                                                                  |                   |                                                                   |
| Getúlio Vargas                         | 1954 | Brazília                         | Elnök                                                                                  | Rio de Janeiro    | Öngyilkosság                                                      |
| José Antonio Remón Cantera             | 1955 | Panama                           | Elnök                                                                                  | Panamaváros       | Merénylet – lőtt seb                                              |
| Hans Hedtoft                           | 1955 | Dánia                            | Miniszterelnök                                                                         | Stockholm         | Szívinfarktus                                                     |
| Alexandros Papagos                     | 1955 | Görögország                      | Miniszterelnök                                                                         | Athén             | Betegség – tüdővérzés                                             |
| Anastasio Somoza                       | 1956 | Nicaragua                        | Elnök                                                                                  | Ancón             | Merénylet– lőtt seb                                               |
| Bolesław Bierut                        | 1956 | Lengyelország                    | Főtitkár                                                                               | Moszkva           |                                                                   |
| Theodor Körner                         | 1957 | Ausztria                         | Elnök                                                                                  | Bécs              | Stroke                                                            |
| Antonín Zápotocký                      | 1957 | Csehszlovákia                    | Elnök                                                                                  | Prága             |                                                                   |
| Carlos Castillo Armas                  | 1957 | Guatemala                        | Elnök                                                                                  | Guatemalaváros    | Merénylet – lőtt seb                                              |
| Ramón Magsaysay                        | 1957 | Fülöp-szigetek                   | Elnök                                                                                  | Balamban          | Baleset – lezuhant a repülőgépe                                   |
| Daniel Ouezzin Coulibaly               | 1958 | Felső Voltai Köztársaság         | Miniszterelnök                                                                         | Párizs            |                                                                   |
| Barthélemy Boganda                     | 1958 | Közép-afrikai Köztársaság        | Miniszterelnök                                                                         | Boukpayanga       | Baleset – lezuhant a repülőgépe                                   |
| Petru Groza                            | 1958 | Románia                          | Elnök                                                                                  | Bukarest          | Betegség – gyomor komplikációk                                    |
| Markus Feldmann                        | 1958 | Svájc                            | Svájci Szövetségi Tanács tagja                                                         | Bern              |                                                                   |
| Georgi Damyanov                        | 1958 | Bulgária                         | Tanácselnök                                                                            | Szófia            |                                                                   |
| Johannes Gerhardus Strijdom            | 1958 | Dél-afrikai Köztársaság          | Miniszterelnök                                                                         | Fokváros          | Betegség – rák                                                    |
| Ernest George Jansen                   | 1959 | Dél-afrikai Köztársaság          | Kormányzó                                                                              | Pretoria          |                                                                   |
| Pierre Frieden                         | 1959 | Luxemburg                        | Miniszterelnök                                                                         | Zürich            |                                                                   |
| S. W. R. D. Bandaranaike               | 1959 | Ceylon                           | Miniszterelnök                                                                         | Colombo           | Merénylet – lőtt seb                                              |
| H. C. Hansen                           | 1960 | Dánia                            | Miniszterelnök                                                                         | Koppenhága        | Betegség – rák                                                    |
| Wilhelm Pieck                          | 1960 | NDK                              | Tanácselnök                                                                            | Berlin            | Stroke                                                            |
| Hazza' al-Majali                       | 1960 | Jordánia                         | Miniszterelnök                                                                         | Ammán             | Bombamerénylet                                                    |
| Abebe Aregai                           | 1960 | Etiópia                          | Miniszterelnök                                                                         | Addis Ababa       | Merénylet – lőtt seb                                              |
| Louis Rwagasore                        | 1961 | Ruanda                           | Miniszterelnök                                                                         | Bujumbura         | Merénylet – lőtt seb                                              |
| Nicola Canali                          | 1961 | Vatikán                          | Vatikánváros Állam Pápai Bizottsága                                                    | Vatikán           | Betegség – tüdőgyulladás                                          |
| William Morrison                       | 1961 | Ausztrália                       | Kormányzó                                                                              | Canberra          | Betegség – tüdőembólia                                            |
| Rafael Trujillo Molina                 | 1961 | Dominikai Köztársaság            | Elnök                                                                                  | Ciudad Trujillo   | Merénylet – lőtt seb                                              |
| Abd al-Karim Qasim                     | 1963 | Irak                             | Miniszterelnök                                                                         | Irak              | Merénylet– lőtt seb                                               |
| Sylvanus Olympio                       | 1963 | Togo                             | Elnök                                                                                  | Lomé              | Merénylet– lőtt seb                                               |
| Jichák Ben Cví                         | 1963 | Izrael                           | Elnök                                                                                  | Jeruzsálem        |                                                                   |
| John Fitzgerald Kennedy                | 1963 | Amerikai Egyesült Államok        | Elnök                                                                                  | Dallas            | Merénylet – lőtt seb                                              |
| Sarit Thanarat                         | 1963 | Thaiföld                         | Miniszterelnök                                                                         | Bangkok           | Betegség – májelégtelenség                                        |
| Ngô Đình Diệm                          | 1963 | Dél-Vietnám                      | Elnök                                                                                  | Saigon            | Kivégezték sortűz által                                           |
| Dimitar Ganev                          | 1964 | Bulgária                         | Tanácselnök                                                                            | Szófia            |                                                                   |
| Jigme Palden Dorji                     | 1964 | Bhután                           | Miniszterelnök                                                                         | Phuntsholing      | Merénylet– lőtt seb                                               |
| Otto Grotewohl                         | 1964 | NDK                              | Tanácselnök                                                                            | Berlin            | Betegség – Agyvérzés                                              |
| Milton Margai                          | 1964 | Sierra Leone                     | Miniszterelnök                                                                         | Freetown          |                                                                   |
| Dzsaváharlál Nehru                     | 1964 | India                            | Miniszterelnök                                                                         | Delhi             | Stroke                                                            |
| Aleksander Zawadzki                    | 1964 | Lengyelország                    | Tanácselnök                                                                            | Varsó             | Betegség – rák                                                    |
| Luis Giannattasio                      | 1965 | Uruguay                          | Elnök                                                                                  | London            |                                                                   |
| Hassan Ali Mansur                      | 1965 | Irán                             | Miniszterelnök                                                                         | Teherán           | Merénylet – lőtt seb                                              |
| Pierre Ngendandumwe                    | 1965 | Burundi                          | Miniszterelnök                                                                         | Bujumbura         | Merénylet – lőtt seb                                              |
| Gheorghe Gheorghiu-Dej                 | 1965 | Románia                          | Tanácselnök                                                                            | Bukarest          | Betegség – tüdőrák                                                |
| Adolf Schärf                           | 1965 | Ausztria                         | Elnök                                                                                  | Bécs              |                                                                   |
| Abdul Salam Arif                       | 1966 | Irak                             | Elnök                                                                                  |                   | Baleset – lezuhant a repülőgépe                                   |
| Chris Soumokil                         | 1966 | Dél-Maluku Köztársaság           | Elnök                                                                                  | Thousand szigetek | Kivégezték sortűz által                                           |
| Abubakar Tafawa Balewa                 | 1966 | Nigéria                          | Miniszterelnök                                                                         | Lagos             | Merénylet – lőtt seb                                              |
| Lal Bahadur Shastri                    | 1966 | India                            | Miniszterelnök                                                                         | Taskent           | Vitatott, hivatalosan szívinfarktus, de gyaníthatóan megmérgezték |
| Hendrik Verwoerd                       | 1966 | Dél-afrikai Köztársaság          | Miniszterelnök                                                                         | Fokváros          | Merénylet – szúrt seb                                             |
| René Schick                            | 1966 | Nicaragua                        | Elnök                                                                                  | Managua           | Szívinfarktus                                                     |
| Óscar Diego Gestido                    | 1967 | Uruguay                          | Elnök                                                                                  | Montevideo        | Szívinfarktus                                                     |
| Georges Vanier                         | 1967 | Kanada                           | Főkormányzó                                                                            | Ottawa            | Betegség                                                          |
| Léon M'ba                              | 1967 | Gabon                            | Elnök                                                                                  | Párizs            | Betegség – rák                                                    |
| Donald Burns Sangster                  | 1967 | Jamaica                          | Miniszterelnök                                                                         | Montréal          | Betegség – Subarachnoidális vérzés                                |
| Harold Holt                            | 1967 | Ausztrália                       | Miniszterelnök                                                                         | Cheviot Beach     | Fulladás                                                          |
| Peter Mohr Dam                         | 1968 | Feröer                           | Miniszterelnök                                                                         | Tórshavn          |                                                                   |
| Levi Eshkol                            | 1969 | Izrael                           | Miniszterelnök                                                                         | Jeruzsálem        | Betegség                                                          |
| Ho Si Minh                             | 1969 | Észak Vietnám                    | Főtitkár és Elnök                                                                      | Hanoi             | Szívinfarktus                                                     |
| Abdirashid Ali Shermarke               | 1969 | Szomália                         | Elnök                                                                                  | Las Anod          | Merénylet – lőtt seb                                              |
| René Barrientos                        | 1969 | Bolívia                          | Elnök                                                                                  | Arque             | Baleset – Helikopter baleset                                      |
| Zakir Husain                           | 1969 | India                            | Elnök                                                                                  | Delhi             |                                                                   |
| David Rose                             | 1969 | Guyana                           | Főkormányzó                                                                            | London            | Baleset                                                           |
| Bjarni Benediktsson                    | 1970 | Izland                           | Miniszterelnök                                                                         | Þingvellir        | Baleset– épülettűz                                                |
| Saïd Mohamed Cheikh                    | 1970 | Comore-szigetek                  | Elnök                                                                                  | Antananarivo      | Szívinfarktus                                                     |
| Yusof bin Ishak                        | 1970 | Szingapúr                        | Elnök                                                                                  | Szingapúr         | Szívinfarktus                                                     |
| Gamal Abdel Nasser                     | 1970 | Egyiptom                         | Miniszterelnök                                                                         | Kairó             | Szívinfarktus                                                     |
| François Duvalier                      | 1971 | Haiti                            | Elnök                                                                                  | Port-au-Prince    | Szívinfarktus                                                     |
| Wasfi al-Tal                           | 1971 | Jordánia                         | Miniszterelnök                                                                         | Kairó             | Merénylet – lőtt seb                                              |
| William Tubman                         | 1971 | Libéria                          | Elnök                                                                                  | London            |                                                                   |
| Jamsrangiin Sambuu                     | 1972 | Mongólia                         | Elnök                                                                                  | Ulánbátor         | Betegség – rák                                                    |
| Leonard Williams                       | 1972 | Mauritius                        | Főkormányzó                                                                            |                   |                                                                   |
| Salvador Allende                       | 1973 | Chile                            | Elnök                                                                                  | Santiago          | Öngyilkosság                                                      |
| Luis Carrero Blanco                    | 1973 | Spanyolország                    | Miniszterelnök                                                                         | Madrid            | Terrorizmus – autóbomba                                           |
| Richard Sharples                       | 1973 | Bermuda                          | Kormányzó                                                                              | Hamilton          | Merénylet – lőtt seb                                              |
| Walter Ulbricht                        | 1973 | Német Demokratikus Köztársaság   | Tanácselnök                                                                            | Templin           | Stroke                                                            |
| Erskine Hamilton Childers              | 1974 | Írország                         | Elnök                                                                                  | Dublin            | Szívinfarktus                                                     |
| Franz Jonas                            | 1974 | Ausztria                         | Elnök                                                                                  | Bécs              |                                                                   |
| Norman Eric Kirk                       | 1974 | Új-Zéland                        | Miniszterelnök                                                                         | Wellington        | Betegség – tüdőembólia                                            |
| Juan Perón                             | 1974 | Argentína                        | Elnök                                                                                  | Buenos Aires      | Szívinfarktus                                                     |
| Georges Pompidou                       | 1974 | Franciaország                    | Elnök (Andorra társhercege)                                                            | Párizs            | Betegség – makroglobulinémia                                      |
| Csang Kaj-sek                          | 1975 | Taiwan                           | Elnök                                                                                  | Tajpej            | Szívinfarktus                                                     |
| Long Boret                             | 1975 | Khmer Köztársaság                | Miniszterelnök                                                                         | Phnompen          | Kivégzés sortűz által                                             |
| Mataʻafa Faumuina Mulinuʻu II          | 1975 | Szamoa                           | Miniszterelnök                                                                         |                   |                                                                   |
| Mudzsibur Rahmán                       | 1975 | Banglades                        | Miniszterelnök                                                                         | Dakka             | Merénylet – lőtt seb                                              |
| Richard Ratsimandrava                  | 1975 | Madagaszkár                      | Elnök                                                                                  | Antananarivo      | Merénylet – lőtt seb                                              |
| François Tombalbaye                    | 1975 | Csád                             | Elnök                                                                                  | N’Djamena         | Merénylet – lőtt seb                                              |
| Francisco Franco                       | 1975 | Spanyolország                    | Spanyolország vezetője                                                                 | Madrid            | Betegség – szívelégtelenség                                       |
| Abdul Razak Hussein                    | 1976 | Malajzia                         | Miniszterelnök                                                                         | London            | Betegség                                                          |
| Murtala Mohammed                       | 1976 | Nigéria                          | A szövetségi katonai kormány vezetője                                                  | Lagos             | Merénylet – lőtt                                                  |
| Joël Rakotomalala                      | 1976 | Madagaszkár                      | Miniszterelnök                                                                         | Antsirabe         | Baleset – lezuhant a helikopter                                   |
| El-Ouali Mustapha Sayed                | 1976 | Nyugat-Szahara                   | Elnök                                                                                  | Inchiri           | Harcban elesett                                                   |
| Arleigh Winston Scott                  | 1976 | Barbados                         | Kormányfő                                                                              |                   |                                                                   |
| Csou En-laj                            | 1976 | Kína                             | Miniszterelnök                                                                         | Peking            | Betegség – rák                                                    |
| Mao Ce-tung                            | 1976 | Kína                             | A Kínai Népköztársaság elnöke                                                          | Peking            | Szívinfarktus                                                     |
| Csu Te                                 | 1976 | Kína                             | A Kínai Népköztársaság elnöke                                                          | Peking            |                                                                   |
| Fakhruddin Ali Ahmed                   | 1977 | India                            | Elnök                                                                                  | Delhi             | Szívinfarktus                                                     |
| Tafari Benti                           | 1977 | Etiópia                          | Katonai Igazgatási Tanács Elnöke                                                       | Addisz-Abeba      | Kivégzés sortűz által                                             |
| Ibrahim al-Hamdi                       | 1977 | Észak-Jemen                      | Elnök                                                                                  | Szanaa            | Merénylet – lőtt seb                                              |
| Džemal Bijedić                         | 1977 | Jugoszlávia                      | Miniszterelnök                                                                         | Kreševo           | Baleset – a repülőgépe hegynek csapódott                          |
| III. Makáriosz ciprusi érsek           | 1977 | Ciprusi Köztársaság              | Elnök                                                                                  | Nicosia           | Szívinfarktus                                                     |
| Marien Ngouabi                         | 1977 | Kongó-Brazzaville                | Elnök                                                                                  | Brazzaville       | Merénylet                                                         |
| Mohammed Daoud Khan                    | 1978 | Afganisztán                      | Elnök                                                                                  | Kabul             | Merénylet – lőtt seb                                              |
| Ahmad al-Ghashmi                       | 1978 | Észak-Jemen                      |                                                                                        | Szanana           | Bombamerénylet                                                    |
| Houari Boumediene                      | 1978 | Algéria                          | Elnök                                                                                  | Algír             | Betegség – makroglobulinémia                                      |
| Francisco Mendes                       | 1978 | Bissau-Guinea                    | Miniszterelnök                                                                         |                   | Baleset – autóbaleset                                             |
| John Wrathall                          | 1978 | Rodéziai köztársaság             | Elnök                                                                                  | Harare            | Szívinfarktus                                                     |
| Salim Rubai Ali                        | 1978 | Észak-Jemen                      | Elnök                                                                                  | Áden              | Kivégzés sortűz által                                             |
| Robert Llewellyn Bradshaw              | 1978 | Saint Christopher-Nevis-Anguilla | Miniszterelnök                                                                         | Basseterre        | Betegség – prosztatarák                                           |
| Nico Diederichs                        | 1978 | Dél-afrikai Köztársaság          | Elnök                                                                                  | Fokváros          | Szívinfarktus                                                     |
| Jomo Kenyatta                          | 1978 | Kenya                            | Elnök                                                                                  | Mombasa           | Szívinfarktus                                                     |
| Botha Sigcau                           | 1978 | Transkei                         | Elnök                                                                                  | Umtata            | Szívinfarktus                                                     |
| Milo Butler                            | 1979 | Bahama-szigetek                  | Kormányzó                                                                              | Nassau            |                                                                   |
| Jean-Marie Villot                      | 1979 | Vatikán                          | bíboros államtitkár                                                                    | Vatikán           | Betegség – bronchopneumonia                                       |
| Agostinho Neto                         | 1979 | Angola                           | Elnök                                                                                  | Moszkva           | Betegség – rák és májgyulladás                                    |
| Mashiur Rahman                         | 1979 | Banglades                        | Miniszterelnök                                                                         |                   |                                                                   |
| Nur Muhammad Taraki                    | 1979 | Afganisztán                      | Az Afganisztáni Népi Demokrata Párt főtitkára és Forradalmi Tanács Elnökségének elnöke | Kabul             | Merénylet                                                         |
| Hafizullah Amin                        | 1979 | Afganisztán                      | Az Afganisztáni Népi Demokrata Párt főtitkára és Miniszterelnök                        | Kabul             | Merénylet                                                         |
| Pak Csong Hi                           | 1979 | Dél-Korea                        | Elnök                                                                                  | Szöul             | Merénylet – lőtt seb                                              |
| Maphevu Dlamini                        | 1979 | Szváziföld                       | Miniszterelnök                                                                         |                   |                                                                   |
| Paul Southwell                         | 1979 | Saint Christopher-Nevis-Anguilla | Miniszterelnök                                                                         | Castries          | Szívinfarktus                                                     |
| Seretse Khama                          | 1980 | Botswana                         | Elnök                                                                                  | Gaborone          | Betegség – hasnyálmirigyrák                                       |
| Tôn Đức Thắng                          | 1980 | Vietnám                          | Elnök                                                                                  | Hanoi             | Betegség – légzési elégtelenség                                   |
| Josip Broz Tito                        | 1980 | Jugoszlávia                      | Elnök                                                                                  | Ljubljana         | Betegség – perifériás artériás betegség                           |
| James Alexander George Smith McCartney | 1980 | Turks- és Caicos-szigetek        | Elnök                                                                                  | New Jersey        | Baleset – repülőgép szerencsétlenség                              |
| Masayoshi Ōhira                        | 1980 | Japán                            | Miniszterelnök                                                                         | Tokió             | Szívinfarktus                                                     |
| William Tolbert                        | 1980 | Libéria                          | Elnök                                                                                  | Monrovia          | Kivégzés                                                          |
| Abdelhamid Sharaf                      | 1980 | Jordánia                         | Miniszterelnök                                                                         | Ammán             | Szívinfarktus                                                     |
| Francisco de Sá Carneiro               | 1980 | Portugália                       | Miniszterelnök                                                                         | Loures            | Baleset – lezuhant a repülőgépe                                   |
| Benjamin Henry Sheares                 | 1981 | Szingapúr                        | Elnök                                                                                  | Szingapúr         | Betegség – tüdőrák                                                |
| Mehmet Shehu                           | 1981 | Albánia                          | Miniszterelnök                                                                         | Tirana            | Öngyilkosság (vitatott)                                           |
| Jaime Roldós Aguilera                  | 1981 | Ecuador                          | Elnök                                                                                  | Celica Canton     | Baleset – a repülőgépe hegynek csapódott                          |
| Omar Torrijos                          | 1981 | Panama                           | Vezető                                                                                 | Penonomé          | Baleset – a repülőgépe hegynek csapódott                          |
| Ziaur Rahman                           | 1981 | Banglades                        | Elnök                                                                                  | Csittagong        | Merénylet – lőtt seb                                              |
| Eric Williams                          | 1981 | Trinidad és Tobago               | Miniszterelnök                                                                         | Port of Spain     |                                                                   |
| Anvar Szádát                           | 1981 | Egyiptom                         | Elnök és Miniszterelnök                                                                | Kairó             | Merénylet – lőtt seb                                              |
| Mohammad-Ali Rajai                     | 1981 | Irán                             | Elnök                                                                                  | Teherán           | Bombamerénylet                                                    |
| Mohammad-Javad Bahonar                 | 1981 | Irán                             | Miniszterelnök                                                                         | Teherán           | Bombamerénylet                                                    |
| Antonio Guzmán Fernández               | 1982 | Dominikai Köztársaság            | Elnök                                                                                  | Santo Domingo     | Öngyilkosság                                                      |
| Leonyid Iljics Brezsnyev               | 1982 | Szovjetunió                      | A Szovjetunió Kommunista Pártja Központi Bizottságának főtitkára                       | Moszkva           | Szívinfarktus                                                     |
| Willi Ritschard                        | 1983 | Svájc                            | Svájci Szövetségi Tanács tagja                                                         |                   |                                                                   |
| Deighton Lisle Ward                    | 1984 | Barbados                         | Kormányzó                                                                              |                   |                                                                   |
| Jurij Vlagyimirovics Andropov          | 1984 | Szovjetunió                      | A Szovjetunió Kommunista Pártja Központi Bizottságának főtitkára                       | Moszkva           | Betegség – veseelégtelenség                                       |
| Edward Sokoine                         | 1984 | Tanzánia                         | Miniszterelnök                                                                         | Morogoro          | Betegség – autóbaleset                                            |
| Chan Sy                                | 1984 | Kambodzsai Népköztársaság        | Minisztertanács elnöke                                                                 | Moszkva           | Szívinfarktus                                                     |
| Ahmad Fuad Mohieddin                   | 1984 | Egyiptom                         | Miniszterelnök                                                                         | Kairó             |                                                                   |
| Indira Gandhi                          | 1984 | India                            | Miniszterelnök                                                                         | Delhi             | Merénylet – lőtt seb                                              |
| Sékou Ahmad Touré                      | 1984 | Guinea                           | Elnök                                                                                  | Cleveland         | Szívinfarktus                                                     |
| Tom Adams                              | 1985 | Barbados                         | Miniszterelnök                                                                         |                   | Szívinfarktus                                                     |
| Enver Hoxha                            | 1985 | Albánia                          | Első titkár                                                                            | Tirana            | Betegség                                                          |
| Forbes Burnham                         | 1985 | Guyana                           | Elnök                                                                                  | Georgetown        | Betegség – torokfertőzés                                          |
| Haruo Remeliik                         | 1985 | Palau                            | Elnök                                                                                  | Koror             | Merénylet – lőtt seb                                              |
| Konsztantyin Usztyinovics Csernyenko   | 1985 | Szovjetunió                      | A Szovjetunió Kommunista Pártja Központi Bizottságának főtitkára                       | Moszkva           | Betegség – szívelégtelenség, emfizéma és májzsugor                |
| Tancredo Neves                         | 1985 | Brazília                         | Elnök                                                                                  | São Paulo         | Betegség – divertikulitisz                                        |
| Sir Seewoosagur Ramgoolam              | 1985 | Mauritius                        | Kormáynyzó                                                                             | Port Louis        |                                                                   |
| Olof Palme                             | 1986 | Svédország                       | Miniszterelnök                                                                         | Stockholm         | Merénylet – lőtt seb                                              |
| Lê Duẩn                                | 1986 | Vietnám                          | Főtitkár                                                                               | Hanoi             | Betegség                                                          |
| Samora Machel                          | 1986 | Mozambik                         | Elnök                                                                                  | Mbuzini           | Baleset – lezuhant a gépe                                         |
| Sir Edward Youde                       | 1986 | Hongkong brit gyarmatként        | Kormányzó                                                                              | Peking            | Szívinfarktus                                                     |
| Errol Barrow                           | 1987 | Barbados                         | Miniszterelnök                                                                         | Bridgetown        |                                                                   |
| Rashid Karami                          | 1987 | Libanon                          | Miniszterelnök                                                                         | Bejrút            | Bombamerénylet                                                    |
| Seyni Kountché                         | 1987 | Niger                            | A Legfelsőbb Katonai Tanács elnöke                                                     | Párizs            | Betegség – agytumor                                               |
| Cedric Phatudi                         | 1987 | KaNgwane                         | Vezető miniszter                                                                       | Lebowakgomo       |                                                                   |
| Thomas Sankara                         | 1987 | Burkina Faso                     | Elnök                                                                                  | Ouagadougou       | Merénylet – lőtt seb                                              |
| Chiang Ching-kuo                       | 1988 | Tajvan                           | Elnök                                                                                  | Tajpej            |                                                                   |
| Patrick Mphephu                        | 1988 | Venda                            | Elnök                                                                                  | Thohoyandou       |                                                                   |
| Mohammad Ziaul Hakk                    | 1988 | Pakisztán                        | Elnök                                                                                  | Bahawalpur        | Baleset – lezuhant a repülőgépe                                   |
| Lazarus Salii                          | 1988 | Palau                            | Elnök                                                                                  | Koror             | Öngyilkosság                                                      |
| Phạm Hùng                              | 1988 | Vietnám                          | Miniszterelnök                                                                         |                   |                                                                   |
| Herbert Blaize                         | 1989 | Grenada                          | Miniszterelnök                                                                         | St. George’s      | Betegség – prosztatarák                                           |
| Ruholláh Homeini                       | 1989 | Irán                             | Irán ajatollahja                                                                       | Teherán           | Szívinfarktus                                                     |
| Ahmed Abdallah                         | 1989 | Comore-szigetek                  | Elnök                                                                                  | Moroni            | Merénylet – lőtt seb                                              |
| René Moawad                            | 1989 | Libanon                          | Elnök                                                                                  | Bejrút            | Bombamerénylet                                                    |
| Ignatius Kilage                        | 1989 | Pápua Új-Guinea                  | Főkormányzó                                                                            |                   |                                                                   |
| Samuel Doe                             | 1990 | Libéria                          | Elnök                                                                                  | Monrovia          | Kivégzés                                                          |
| Rashid bin Saeed Al Maktoum            | 1990 | Egyesült Arab Emírségek          | Miniszterelnök                                                                         | Dubaj             |                                                                   |
| Naszirdin Iszanov                      | 1991 | Tádzsikisztán                    | Miniszterelnök                                                                         | Os                | Baleset– autóbaleset                                              |
| Artur Mkrtchyan                        | 1992 | Hegyi-Karabah Köztársaság        | Országgyűlés elnöke                                                                    | Sztepanakert      | Merénylet – lőtt seb                                              |
| Mohamed Boudiaf                        | 1992 | Algéria                          | Elnök                                                                                  | Annába            | Merénylet – lőtt seb                                              |
| Kaysone Phomvihane                     | 1992 | Laosz                            | Elnök                                                                                  | Vientián          |                                                                   |
| Robert Rex                             | 1992 | Niue                             | Miniszterelnök                                                                         | Halamahaga        |                                                                   |
| Antall József                          | 1993 | Magyarország                     | Miniszterelnök                                                                         | Budapest          | Betegség – rák                                                    |
| Ranasinghe Premadasa                   | 1993 | Srí Lanka                        | Elnök                                                                                  | Colombo           | Bombamerénylet                                                    |
| Penaia Ganilau                         | 1993 | Fidzsi-szigetek                  | Elnök                                                                                  | Washington        |                                                                   |
| Félix Houphouët-Boigny                 | 1993 | Elefántcsontpart                 | Elnök                                                                                  | Yamoussoukro      | Betegség– prosztatarák                                            |
| Melchior Ndadaye                       | 1993 | Burundi                          | Elnök                                                                                  | Bujumbura         | Merénylet – lőtt seb                                              |
| Turgut Özal                            | 1993 | Törökország                      | Elnök                                                                                  | Ankara            | Mérgezés gyanúja                                                  |
| Zhiuli Shartava                        | 1993 | Abházia                          | Miniszterelnök                                                                         | Szuhumi           | Merénylet – lőtt seb                                              |
| Juvénal Habyarimana                    | 1994 | Ruanda                           | Elnök                                                                                  | Kigali            | Merénylet – lelőtték a repülőgépüket                              |
| Cyprien Ntaryamira                     | 1994 | Burundi                          | Elnök                                                                                  | Kigali            | Merénylet – lelőtték a repülőgépüket                              |
| Agathe Uwilingiyimana                  | 1994 | Ruanda                           | Miniszterelnök                                                                         | Kigali            | Merénylet – lőtt seb                                              |
| Kim Ir Szen                            | 1994 | Észak-Korea                      | Koreai Népi Demokratikus Köztársaság örökös elnöke                                     | Hjangszan         | Szívinfarktus                                                     |
| Jichák Rabin                           | 1995 | Izrael                           | Miniszterelnök                                                                         | Tel-Aviv          | Merénylet – lőtt seb                                              |
| Nita Barrow                            | 1995 | Barbados                         | Kormányzó                                                                              | Bridgetown        |                                                                   |
| Hamilton Lavity Stoutt                 | 1995 | Brit Virgin-szigetek             | Elnök                                                                                  | Tortola           |                                                                   |
| Amata Kabua                            | 1996 | Marshall-szigetek                | Elnök                                                                                  | Honolulu          | Betegség                                                          |
| Dzsohar Dudajev                        | 1996 | Icskeriai Csecsen Köztársaság    | Elnök                                                                                  | Csecsenföld       | Merénylet– rakétatámadás                                          |
| Cheddi Jagan                           | 1997 | Guyana                           | Elnök                                                                                  | Washington        | Szívinfarktus                                                     |
| Abdul Rahim Ghafoorzai                 | 1997 | Afganisztán                      | Miniszterelnök                                                                         | Bamyan            | Baleset – lezuhant a repülőgépe                                   |
| Sani Abacha                            | 1998 | Nigéria                          | Az Ideiglenes Kormányzótanács elnöke                                                   | Abuja             | Szívinfarktus                                                     |
| Mohamed Taki Abdoulkarim               | 1998 | Comore-szigetek                  | Elnök                                                                                  |                   |                                                                   |
| Ibrahim Baré Maïnassara                | 1999 | Niger                            | Elnök                                                                                  | Niamey            | Merénylet – lőtt seb                                              |
| Dzsumabek Ibraimov                     | 1999 | Kirgizisztán                     | Miniszterelnök                                                                         | Biskek            | Betegség – gyomorrák                                              |
| Franjo Tuđman                          | 1999 | Horvátország                     | Elnök                                                                                  | Zágráb            | Betegség – rák                                                    |
| Vazgen Sargsyan                        | 1999 | Örményország                     | Miniszterelnök                                                                         | Jereván           | Merénylet – lőtt seb                                              |

## 2000–napjainkig
| Név                                   | Év   | Ország                                | Titulus                                                                           | Halál helye          | Halál oka                                             |
| ------------------------------------- | ---- | ------------------------------------- | --------------------------------------------------------------------------------- | -------------------- | ----------------------------------------------------- |
| Hafez al-Assad                        | 2000 | Szíria                                | Elnök                                                                             | Damaszkusz           | Betegség                                              |
| Rosie Douglas                         | 2000 | Dominikai Közösség                    | Miniszterelnök                                                                    | Portsmouth           | Szívinfarktus (vitatott)                              |
| Ionatana Ionatana                     | 2000 | Tuvalu                                | Miniszterelnök                                                                    | Funafuti             | Betegség                                              |
| Donald Dewar                          | 2000 | Skócia                                | Skócia első minisztere                                                            | Edinburgh            | Agyvérzés                                             |
| Laurent-Désiré Kabila                 | 2001 | Kongói Demokratikus Köztársaság       | Elnök                                                                             | Kinshasa             | Merénylet – lőtt seb                                  |
| Sir Charles Antrobus                  | 2002 | Saint Vincent és a Grenadine-szigetek | Kormányzó                                                                         | Toronto              | Betegség – Parkinson-kór                              |
| Muhammad Haji Ibrahim Egal            | 2002 | Szomáliföld                           | Kormányzó                                                                         | Pretoria             | Orvosi műtét közben meghalt                           |
| Bernard Dowiyogo                      | 2003 | Nauru                                 | Kormányzó                                                                         | Washington           | Betegség – cukorbetegség                              |
| Zoran Đinđić                          | 2003 | Szerbia                               | Miniszterelnök                                                                    | Belgrád              | Merénylet – lőtt seb                                  |
| Jasszer Arafat                        | 2004 | Palesztina                            | Palesztin Hatóság Elnöke                                                          | Párizs               | Betegség                                              |
| Pierre Charles                        | 2004 | Dominikai Közösség                    | Miniszterelnök                                                                    | Roseau               | Szívinfarktus                                         |
| Ezzedine Salim                        | 2004 | Irak                                  | Elnök                                                                             | Bagdad               | Bombamerénylet                                        |
| Thomas Klestil                        | 2004 | Ausztria                              | Elnök                                                                             | Bécs                 | Szívinfarktus                                         |
| Borisz Trajkovszki                    | 2004 | Macedónia                             | Elnök                                                                             | Berkovići            | Baleset – a repülőgépe hegynek csapódott              |
| Gnassingbé Eyadéma                    | 2005 | Togo                                  | Elnök                                                                             | Tunisz               | Szívinfarktus                                         |
| Zurab Zhvania                         | 2005 | Grúzia                                | Miniszterelnök                                                                    | Tbiliszi             | Baleset – mérgezés                                    |
| Maktúm bin Rásid Ál Maktúm            | 2006 | Egyesült Arab Emírségek               | Miniszterelnök                                                                    | Gold Coast           | Szívinfarktus                                         |
| Ibrahim Rugova                        | 2006 | Koszovó                               | Elnök                                                                             | Pristina             | Betegség – tüdőrák                                    |
| Saparmyrat Nyýazow                    | 2006 | Türkmenisztán                         | Elnök                                                                             | Aşgabat              | Szívinfarktus                                         |
| Pascal Yoadimnadji                    | 2007 | Csád                                  | Miniszterelnök                                                                    | Párizs               | Szívinfarktus                                         |
| Andranik Margarján                    | 2007 | Örményország                          | Miniszterelnök                                                                    | Jereván              | Szívinfarktus                                         |
| Sir John Compton                      | 2007 | Saint Lucia                           | Miniszterelnök                                                                    | Castries             | Stroke                                                |
| Soe Win                               | 2007 | Mianmar                               | Miniszterelnök                                                                    | Rangun               | Betegség – leukémia                                   |
| Levy Mwanawasa                        | 2008 | Zambia                                | Elnök                                                                             | Párizs               | Stroke                                                |
| Lansana Conté                         | 2008 | Guinea                                | Elnök                                                                             | Conakry              | Betegség                                              |
| Omar Bongo                            | 2009 | Gabon                                 | Elnök                                                                             | Barcelona            | Szívinfarktus                                         |
| João Bernardo Vieira                  | 2009 | Bissau-Guinea                         | Elnök                                                                             | Bissau               | Merénylet – lőtt seb                                  |
| Lech Kaczyński                        | 2010 | Lengyelország                         | Elnök                                                                             | Szmolenszk           | Baleset – lezuhant a repülőgépe                       |
| Umaru Musa Yar'Adua                   | 2010 | Nigéria                               | Elnök                                                                             | Abuja                | Betegség – szívburokgyulladás                         |
| David Thompson                        | 2010 | Barbados                              | Miniszterelnök                                                                    | Saint Philip         | Betegség – hasnyálmirigyrák                           |
| Szergej Vasziljevics Bagaps           | 2011 | Abházia                               | Elnök                                                                             | Moszkva              | Betegség – orvosi műtét miatti szövődmények           |
| Moammer Kadhafi                       | 2011 | Líbia                                 | A Líbiai Szocialista Népköztársaság és a forradalom testvéri vezére és útmutatója | Szurt                | Merénylet – lincselés és lőtt seb                     |
| Kim Dzsongil                          | 2011 | Észak-Korea                           | A Koreai Népi Demokratikus Köztársaság vezetője                                   | Phenjan              | Szívinfarktus                                         |
| Malam Bacai Sanhá                     | 2012 | Bissau-Guinea                         | Elnök                                                                             | Párizs               | Betegség                                              |
| Bingu wa Mutharika                    | 2012 | Malawi                                | Elnök                                                                             | Lilongwe             | Szívinfarktus                                         |
| John Atta Mills                       | 2012 | Ghána                                 | Elnök                                                                             | Accra                | Stroke                                                |
| Meles Zenawi                          | 2012 | Etiópia                               | Miniszterelnök                                                                    | Brüsszel             | Betegség                                              |
| Hugo Chávez                           | 2013 | Venezuela                             | Elnök                                                                             | Caracas              | Betegség – rák                                        |
| Zillur Rahman                         | 2013 | Banglades                             | Elnök                                                                             | Szingapúr            | Betegség – tüdőproblémák                              |
| Michael Sata                          | 2014 | Zambia                                | Elnök                                                                             | London               | Betegség                                              |
| Mohamed Abdelaziz                     | 2016 | Nyugat-Szahara                        | Elnök                                                                             | Tindouf              | Betegség – tüdőrák                                    |
| Islom Karimov                         | 2016 | Üzbegisztán                           | Elnök                                                                             | Taskent              | Stroke                                                |
| Sir Michael Ogio                      | 2017 | Pápua Új-Guinea                       | Kormáynzó                                                                         | Port Moresby         | Betegség                                              |
| Baldwin Lonsdale                      | 2017 | Vanuatu                               | Elnök                                                                             | Port Vila            | Szívinfarktus                                         |
| Alekszandr Vlagyimirovics Zaharcsenko | 2018 | Donyecki Népköztársaság               | Elnök és Miniszterelnök                                                           | / Doneck             | Bombamerénylet                                        |
| Gennadi Gagulia                       | 2018 | Abházia                               | Miniszterelnök                                                                    | / Myussera           | Baleset – autóbaleset                                 |
| Trần Đại Quang                        | 2018 | Vietnám                               | Elnök                                                                             | Hanoi                | Betegség – vírusfertőzés                              |
| Bedzsi Kaid esz-Szebszi               | 2019 | Tunézia                               | Elnök                                                                             | Tunisz               | Betegség                                              |
| ʻAkilisi Pōhiva                       | 2019 | Tonga                                 | Miniszterelnök                                                                    | Auckland             | Betegség – tüdőgyulladás                              |
| Pierre Nkurunziza                     | 2020 | Burundi                               | Elnök                                                                             | Karuzi               | Betegség – szívleállás és koronavírus-fertőzés        |
| Amadou Gon Coulibaly                  | 2020 | Elefántcsontpart                      | Miniszterelnök                                                                    | Abidjan              | Betegség                                              |
| Khalifa bin Salman Al Khalifa         | 2020 | Bahrein                               | Miniszterelnök                                                                    | Rochester            | Betegség                                              |
| Ambrose Mandvulo Dlamini              | 2020 | Szváziföld                            | Miniszterelnök                                                                    | Johannesburg         | Betegség – koronavírus-fertőzés                       |
| Hamed Bakayoko                        | 2021 | Elefántcsontpart                      | Miniszterelnök                                                                    | Freiburg im Breisgau | Betegség – malária, rák és koronavírus-fertőzés       |
| John Magufuli                         | 2021 | Tanzánia                              | Elnök                                                                             | Dar es-Salaam        | Betegség – szívbetegség és koronavírus-fertőzés       |
| Idriss Déby                           | 2021 | Csád                                  | Elnök                                                                             | Tibesti              | Rajtaütésben megölték az Észak-csádi offenzíva idején |
| Jovenel Moïse                         | 2021 | Haiti                                 | Elnök                                                                             | Port-au-Prince       | Merénylet – lőtt seb                                  |
| David Sassoli                         | 2022 | Európai Unió                          | Az Európai Parlament elnöke                                                       | Aviano               | Betegség – mielóma multiplex szövődményei             |
| Halífa bin Zájed al-Nahján            | 2022 | Egyesült Arab Emírségek               | Elnök                                                                             | Abu-Dzabi            | Természetes halál                                     |
| Hage Geingob                          | 2024 | Namíbia                               | Elnök                                                                             | Windhoek             | Rák                                                   |
| Ebrahim Raiszi                        | 2024 | Irán                                  | Elnök                                                                             | Varzaqan             | Helikopterbaleset                                     |
| Nguyen Phu Trong                      | 2024 | Vietnám                               | Vietnami Kommunista Párt főtitkára                                                | Hanoi                | betegség                                              |
| Iszmáíl Hanije                        | 2024 | Palesztina                            | Hamász vezetője                                                                   | Teherán              | izraeli rakétatámadás                                 |
| Didier Guillaume                      | 2025 | Monaco                                | Államminiszter                                                                    | Nizza                | betegség                                              |

## Fordítás
- Ez a szócikk részben vagy egészben  a   List of heads of state and government who died in office című angol Wikipédia-szócikk fordításán alapul.  Az eredeti cikk szerkesztőit annak laptörténete sorolja fel. Ez a jelzés csupán a megfogalmazás eredetét és a szerzői jogokat jelzi, nem szolgál a cikkben szereplő információk forrásmegjelöléseként.